# Billabong (Spiel)
Billabong (dt.: „Wasserloch im australischen Outback“; englischer Name: High Tail It!) ist ein taktisches Brettspiel aufbauend auf dem Halmaspiel, das von dem englischen Mathematiker Eric W. Solomon erstmals 1984 in dem bei Cambridge University Press erschienenen Buch Games Programming beschrieben wurde. In Deutschland erschien es 1991 als Computerspiel bei Amigo und ab 1994 bei Franjos als Brettspiel. Im selben Jahr wurde es auf die Auswahlliste zum Spiel des Jahres gesetzt. 1995 erschien Billabong auch bei Amigo als Brettspiel. 2002 und 2018 brachte Franjos jeweils eine Neuauflage heraus. 
Das Spiel ist für zwei bis vier Spieler ab zehn Jahren geeignet und dauert laut Hersteller ca. 30 bis 45 Minuten. Ziel des Spiels ist es, mit seinen Spielfiguren (Kängurus) als erster einen See (Billabong) zu umrunden und dann darin zu baden. 

## Spielweise

Spielfeld

Gespielt wird Billabong auf einem Spielfeld mit 14 × 16 quadratischen Feldern. In der Mitte befindet sich ein rechteckiger „See“, der 2×4 Quadrate einnimmt. Von diesem See aus führt an einer Seite ein „Bach“ zum Spielfeldrand. Dieser Bach stellt die Start- und Ziellinie dar. Jeder Teilnehmer muss mit seinen fünf Spielfiguren, welche die Form eines stilisierten Kängurus haben, den Bach (als Startlinie) überqueren, einmal den See umrunden und dann erneut den Bach (als Ziellinie) passieren.
Zu Beginn stellt jeder abwechselnd seine Figuren auf ein beliebiges Spielfeld. Bereits hier muss man taktisch vorgehen, um eine möglichst gute Startposition zu wählen. Nachdem alle Figuren im Spiel sind, wird ähnlich wie beim Halma jeder Spieler reihum einen seiner Steine ein Feld in eine beliebige Richtung (horizontal, vertikal, diagonal) ziehen oder aber einen oder mehrere Sprünge über mehrere Felder vollziehen. Allerdings wurden die Sprungregeln gegenüber dem klassischen Halma erweitert: Ein Känguru kann nun über einen beliebigen anderen Spielstein springen, wenn der Startpunkt genauso weit vom übersprungenen Känguru entfernt ist wie der Landepunkt. Dabei kann er sowohl über eigene wie auch fremde Kängurus springen. Allerdings darf dabei kein weiteres Känguru im Weg stehen und er darf weder über den Rand hinaus noch über den Billabong springen. Dabei darf man so oft springen, wie dies möglich ist. Um längere Sprungfolgen und auch Sprungfolgen, in denen das springende Känguru involviert ist, zu planen, kann ein neutrales Schiedsrichterkänguru eingesetzt werden.
Möchte der Spieler sein Känguru nicht mehr mittels Sprüngen weiterziehen, so endet der Zug. Es besteht keine Sprungpflicht. Lange Sprungfolgen gelingen bei der maximalen Teilnehmerzahl von vier Spielern am besten, da dann das Brett ausreichend mit Tieren besetzt ist.
Gewonnen hat der Spieler, der alle seine Kängurus als Erster zweimal über den Bach bewegt hat.

## Ausgaben
Das Spiel Billabong wurde von Eric W. Solomon entwickelt und erschien 1994 zum ersten Mal beim franjos Spielverlag mit einer grafischen Gestaltung von Ralf E. Kahlert. 1995 wurde es zusätzlich bei Amigo mit einer Gestaltung durch Franz Vohwinkel veröffentlicht. Weitere Auflagen erschienen erneut bei franjos 1995, 2002 und 2018, letztere durch Klemens Franz gestaltet.
1994 wurde Billabong in die Auswahlliste der Jury des Spiel des Jahres aufgenommen, im gleichen Jahr wurde es auf den Rang 10 des Deutschen Spielepreises gewählt. 2019 erhielt das Spiel das Generationenspielsiegel des Spielecafés der Generationen.